# Palpelius discedens
Palpelius discedens là một loài nhện trong họ Salticidae.
Loài này thuộc chi Palpelius. Palpelius discedens được Wladislaus Kulczynski miêu tả năm 1910.